# Vans Triple Crown of Surfing
Vans Triple Crown of Surfing es una competición de tres pruebas de surf extremo que patrocina la marca de calzado skate Vans.
La competición se basa en pruebas de surf de la ASP donde predominan las olas gigantes y se forma por los tres eventos surfistas del año en Hawái:
- Op Pro Hawaii, evento correspondiente al WQS (World Qualifying Series).
- O'Neill World Cup of Surfing, evento correspondiente al WQS (World Qualifying Series).
- Rip Curl Pro Pipeline Masters , evento correspondiente al WCT (World Championship Tour).

## 2008
| Posición | Campeón        | Nacionalidad   | Points |
| -------- | -------------- | -------------- | ------ |
| 1°       | Joel Parkinson | Australia      | 5500   |
| 2°       | Dustin Payne   | Hawái          | 5363   |
| 3°       | Tom Whitaker   | Estados Unidos | 5250   |
| 3°       | C.J. Hobgood   | Estados Unidos | 5250   |
| 3°       | Chris Ward     | Estados Unidos | 5250   |